# Laterallus rogersi
Il rallo dell'isola Inaccessibile (Laterallus rogersi (Lowe, 1923)) è un uccello della famiglia dei Rallidi originario dell'isola omonima.

## Descrizione

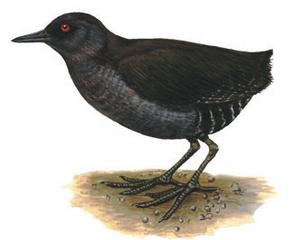

Con una lunghezza di 17 cm, il rallo dell'isola Inaccessibile è il più piccolo uccello incapace di volare del mondo. È caratterizzato da un piumaggio bruno-ruggine sulla parte superiore del corpo, dalle regioni inferiori color grigio scuro e da una serie di strisce bianche su fianchi e addome. Presenta inoltre zampe grigie, un breve becco nero e occhi rossi. Gli esemplari giovani hanno generalmente un piumaggio marrone e gli occhi scuri.
Questa specie emette soprattutto un forte richiamo tremolante, oltre ad altri generi di suoni, tra i quali un forte richiamo di allarme che risuona come un chip.

## Distribuzione e habitat
Così come indica il nome, questo rallo vive unicamente sulla remota isola Inaccessibile, del gruppo di Tristan da Cunha. Situato a circa 2816 km di distanza dal Sudafrica, quello di Tristan da Cunha è il gruppo insulare più remoto del globo.
Il rallo dell'isola Inaccessibile occupa virtualmente l'intera superficie di questa isola vulcanica. Si può incontrare in una vasta gamma di tipi di vegetazione, a varie quote e perfino su pendici molto impervie. Tuttavia, è più abbondante nelle distese erbose lontane dalle pendici rocciose e nei boschetti aperti di felci dell'altopiano. Tende anche ad abitare le aree in cui può ripararsi all'interno di gallerie durante la stagione della nidificazione, come le distese di massi e le formazioni vegetali di pianura.

## Biologia
Il rallo dell'isola Inaccessibile è una specie monogama, che nidifica tra ottobre e gennaio. Vive in gruppi familiari all'interno di piccoli territori, che ospitano all'incirca 10-15 esemplari per ettaro.
Costruito sotto una folta copertura di vegetazione, il nido è costituito da un'intricata struttura connessa ai fili d'erba dell'ambiente circostante, alla quale l'uccello accede tramite un sentiero lungo fino a mezzo metro. La covata consta generalmente di due uova.
Il rallo ha una dieta molto varia e si nutre di una vasta gamma di invertebrati, bacche e semi.

## Conservazione
Malgrado sia piuttosto numeroso (ne esistono circa 8400 esemplari), il rallo dell'isola Inaccessibile viene classificato tra le «specie vulnerabili» sulla Lista Rossa della IUCN fin dal 1994, soprattutto a causa della sua distribuzione molto limitata. Le piccole isole sono costantemente minacciate da sconvolgimenti ecologici, come l'introduzione accidentale di specie aliene dalle isole vicine, le malattie e i disastri naturali.
La mortalità dei pulcini è dovuta soprattutto alla predazione da parte del tordo eremita (Turdus eremita), relativamente comune; tuttavia, questo non costituisce una minaccia per la popolazione del rallo. Il rischio maggiore sarebbe la colonizzazione dell'isola Inaccessibile da parte di altri predatori, come il ratto nero (Rattus rattus), che potrebbero giungere da Tristan da Cunha, causando un effetto drammatico per il rallo.